# Eremophila punctata
Eremophila punctata är en flenörtsväxtart som beskrevs av R.J. Chinnock. Eremophila punctata ingår i släktet Eremophila och familjen flenörtsväxter. Inga underarter finns listade i Catalogue of Life.